# Morgan Bulkeley

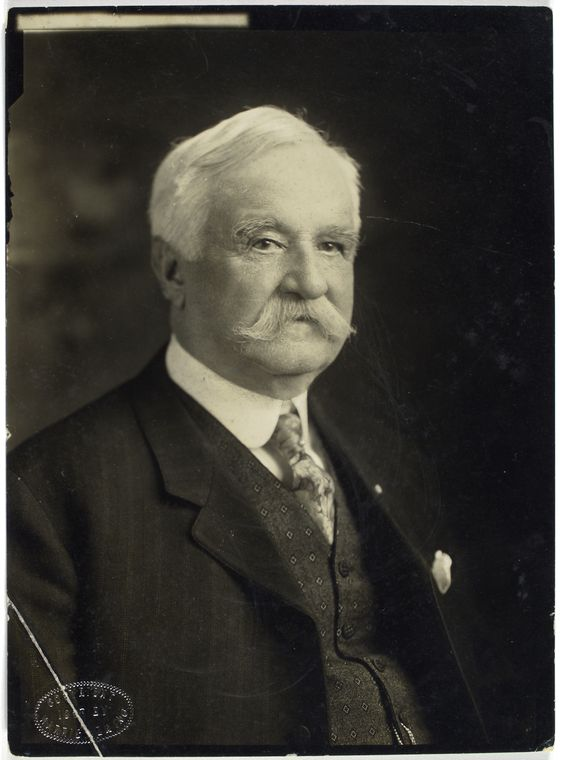
Morgan G. Bulkeley.

Morgan Gardner Bulkeley, född den 26 december 1837, död den 6 november 1922, var en amerikansk politiker, affärsman och basebolledare. Han var guvernör i Connecticut och senator i USA.

## Tidigt liv, karriär och krig
Bulkeley föddes i East Haddam, Connecticut, i en familj som hade bott i området sedan gammalt. Båda hans föräldrar var ättlingar till passagerare på Mayflower, mer än tvåhundra år tidigare. Familjen Bulkeley hade kallat det närliggande Colchester sitt hem. Morgan Bulkeley var också släkt med den välkända familjen Morgan på sin mors sida. Han läste vid Bacon Academy i Colchester, precis som hans far och andra släktingar. Familjen Bulkeley flyttade till  Hartford, Connecticut, 1846. Morgan Bulkeleys far, Eliphalet Adams Bulkeley, hade en framstående position i Connecticuts Republikanska parti och deltog vid grundandet av livförsäkringsbolaget Aetna, där han blev den förste verkställande direktören  1853. Morgan Bulkeley gick på Hartford Public High School och vid 14 års ålder började han arbeta på Aetna med att sopa golv för en dollar om dagen.
Bulkeley lämnade Hartford och började arbeta på sin morbrors företag, H. P. Morgan & Company, i Brooklyn, New York. Han var springpojke i Brooklyn 1852 och arbetade senare som försäljare.
Vid amerikanska inbördeskrigets utbrott tog Bulkeley värvning vid Trettonde New Yorks Frivilliga i USA:s armé. Han tjänstgjorde under general George B. McClellan i Virginia och senare under general Joseph K. Mansfield.
Efter inbördeskriget återvände Bulkeley till Morgan & Company. När hans far avled 1872, återvände Bulkeley till Hartford och deltog vid bildandet av United States Bank of Hartford, becoming its first president. Han arbetade senare i styrelsen för Aetna.

## Baseboll och politik
Sedan han återvänt till Hartford i den professionella basebollens tidigaste år, grundade Bulkeley klubben Hartford Dark Blues 1874. Bland klubbens spelare 1875 fanns pitchern Candy Cummings, senare invald i Hall of Fame, och spelaren och managern Bob Ferguson. Den liga som klubben spelade i ersattes 1876 av National League. Hartford Dark Blues var en av de grundande medlemmarna och Bulkeley valdes till ligans första direktör. Han var bara direktör i en säsong, men hann ta tag mot illegala spel, fylleri och stökiga supportrar. Han ersattes som direktör av William Hulbert. Bulkeley valdes in i Hall of Fame 1937, 15 år efter sin död.

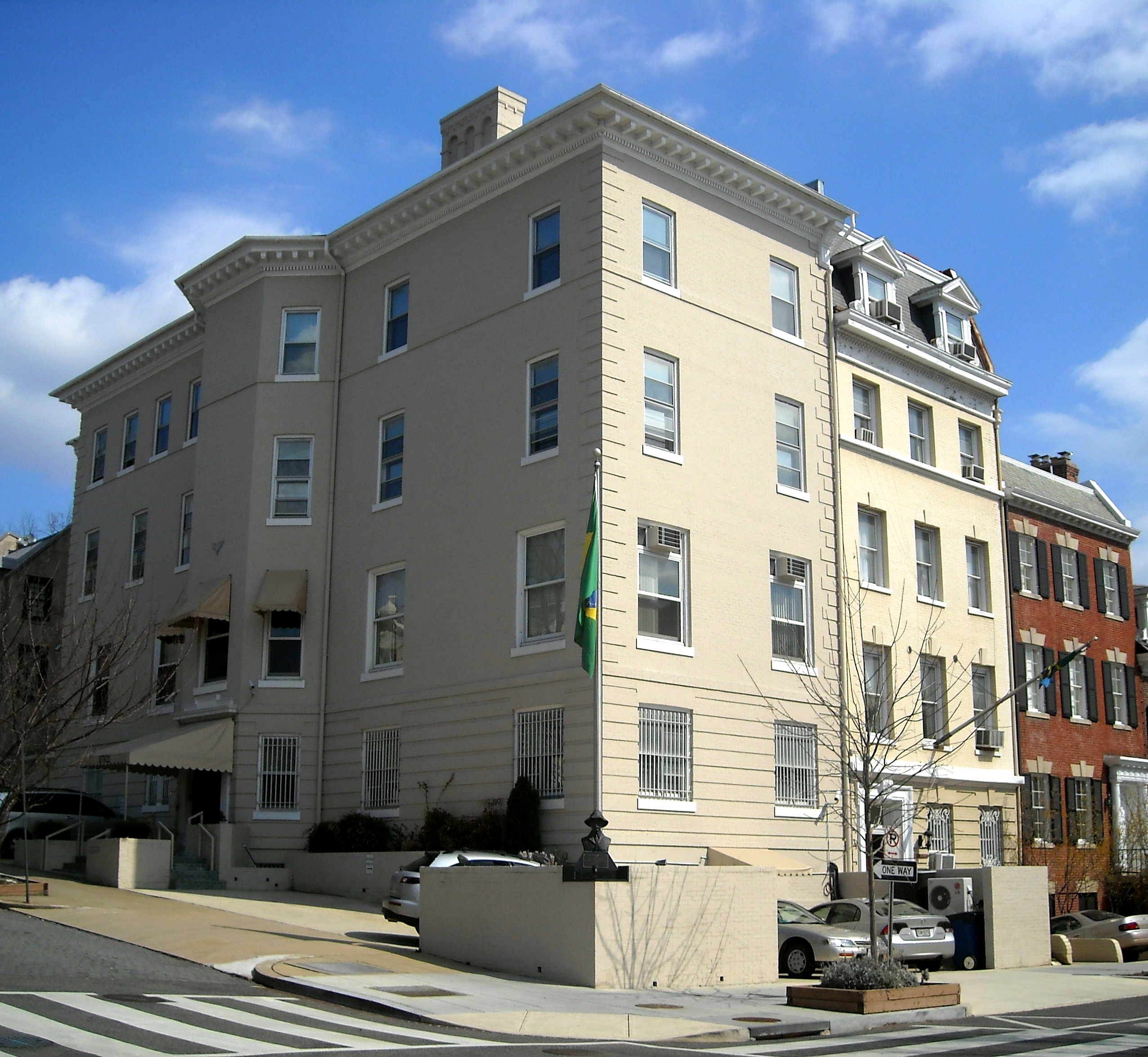
Bulkeleys bostad i Washington, D.C..

Bulkeleys korta karriär som chef för National League kom samtidigt som början på hans politiska karriär. Han var medlem i Republikanerna. Från 1874 till 1876, var han ledamot av Hartford Common Council och fullmäktige (Board of Aldermen). När Thomas O. Enders slutade som verkställande direktör på Aetna av hälsoskäl 1879, blev Bulkeley bolagets tredje verkställande direktör. Bulkeley kandiderade 1880 både i valet till borgmästare i Hartford och guvernör i Connecticut. Han förlorade guvernörsvalet, men vann borgmästarvalet och var borgmästare i Hartford från 1880 till 1888.
Medan han var borgmästare i Hartford, den 11 februari 1885, gifte sig Bulkeley med Fannie Briggs Houghton i San Francisco. De fick två söner och en dotter.

## Guvernör
Bulkeley kandiderade åter i guvernörsvalet 1888. I valet fick Demokraternas kandidat Luzon B. Morris fler röster än Bulkeley, men ingen fick de nödvändiga 50 % som behövdes för att vinna. I enlighet med de regler som gällde då, beslutade Connecticuts parlament vem som skulle utnämnas till guvernör och då det var en majoritet republikaner i parlamentet valde de Bulkeley. Han efterträdde sin partikamrat Phineas C. Lounsbury som guvernör den 10 januari 1889.
Trots att Bulkeley inte ställde upp i nästa val, 1890, fick kandidaterna röstetal som kom så nära varandra och blev så kaosartat att de ansvariga myndigheterna inte godkände resultatet och det blev debatterat de följande två åren. Detta gjorde att Bulkeley satt kvar i brist på annan guvernör.
Bulkeley efterträddes efter valet 1892 av Luzon B. Morris, som han hade kandiderat emot när han blev guvernör. Han slutade som guvernör den 4 januari 1893.

## Senator
Bulkeley var senare senator i en mandatperiod, från 1905 till 1911.
Han var också en av de sju medlemmarna av Mills Commission, bildad av Albert Spalding, den grupp som gav trovärdighet åt myten att Abner Doubleday uppfann baseboll.

## Död och arv
Morgan Bulkeley avled i Hartford vid 84 års ålder. Hartford Bridge över Connecticut River döptes om till Bulkeley Bridge för att hedra honom efter hans död. När han dog hade han varit verkställande direktör för Aetna i 43 år och hade ökat bolagets tillgångar från $25.7 miljoner till $207 miljoner. Han efterträddes av sin systerson Morgan Brainard, som ledde Aetna de följande 35 åren.